# Усть-Вымь (сельское поселение)
Усть-Вымь — административно-территориальная единица (административная территория село с подчинённой ему территорией) и муниципальное образование (сельское поселение с полным официальным наименованием муниципальное образование сельского поселения «Усть-Вымь») в составе муниципального района Усть-Вымского в Республике Коми Российской Федерации.
Административный центр — село Усть-Вымь.

## История
Статус и границы административной территории установлены Законом Республики Коми от 6 марта 2006 года № 13-РЗ «Об административно-территориальном устройстве Республики Коми».
Статус и границы сельского поселения установлены Законом Республики Коми от 5 марта 2005 года № 11-РЗ «О территориальной организации местного самоуправления в Республике Коми».

## Население
| 2010 | 2012  | 2013 | 2014 | 2015 | 2016 | 2017 |
| ---- | ----- | ---- | ---- | ---- | ---- | ---- |
| 1045 | ↘1017 | ↘986 | ↘970 | ↘910 | ↘899 | ↗925 |
| 2018 | 2019  | 2020 | 2021 |      |      |      |
| ↘892 | ↘868  | ↘857 | ↗866 |      |      |      |

## Состав
Состав административной территории и сельского поселения:
| № | Населённый пункт | Тип населённого пункта       | Население |
| - | ---------------- | ---------------------------- | --------- |
| 1 | Усть-Вымь        | село, административный центр | ↘760      |
| 2 | Чёрный Яр        | посёлок сельского типа       | 209       |
| 3 | Конец-Озерье     | деревня                      | 4         |
| 4 | Оквад            | деревня                      | 43        |
| 5 | Полавье          | деревня                      | 5         |
| 6 | Ыб               | деревня                      | 24        |